# Jessie Murray
Pour les articles homonymes, voir Murray.
Jessie Margaret Murray, née le 9 février 1867 à Hazaribagh et morte le 25 septembre 1920 à Twickenham, est une médecin et une militante féministe britannique. Elle fonde la Medico-Psychological Clinic à Londres en 1913.

## Biographie
Elle naît en Inde, au Jharkhand, où son père sert comme officier de l'armée britannique. Sa famille s'installe d'abord à Édimbourg, en 1880, puis en 1891, à Marylebone, un quartier de Londres. Elle passe l'examen préalable aux études de médecine en décembre 1899, et est admise à la London School of Medicine for Women en février 1900. Elle fait sa formation à l'université de Durham de 1902 à 1909, avec un internat à l'école de médecine de Newcastle, en 1905-1907. Elle obtient sa licence en médecine et chirurgie de la Society of Apothecaries en 1908 et ses derniers examens de médecine à Durham, qui lui permet d'obtenir le « MBBS », diplôme de médecine et de chirurgie en avril 1909 et lui donne accès à l'exercice de la médecine et de la chirurgie, alors qu'elle a 41 ans. Elle suit les cours de Pierre Janet à Paris, au Collège de France et des cours de psychologie à l'University College de Londres de novembre 1912 à juin 1915, puis à nouveau de novembre 1918 à juin 1920, pour préparer un doctorat en sciences mention psychologie, resté inachevé du fait de sa maladie. Plus tard dans sa vie professionnelle, elle passe les examens et soutient une thèse intitulée Nervous Functional Diseases from the Point of View of Modern Clinical Psychology à l'université de Durham, obtenant ainsi le titre de « MD » en avril 1919. 

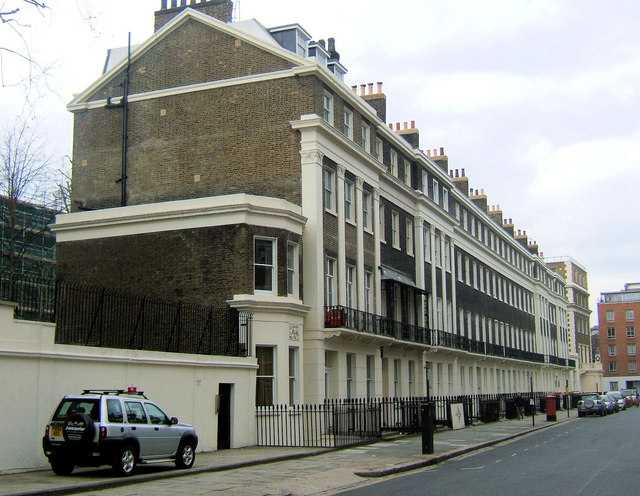
Endsleigh Street, Bloomsbury

Elle s'installe comme médecin à son domicile, au 14 Endsleigh Road, Bloomsbury. Elle est enregistrée comme médecin et chirurgienne, mais commence à pratiquer des thérapies.

## Engagement féministe
Elle a sans doute rencontré Julia Turner et May Sinclair dans les cercles féministes, dans lesquels elles militent. Murray est membre de la première heure de la Women's Freedom League (WFL), créée en 1907 lors d'une scission avec la Women's Social and Political Union (WSPU). Bertha Turner, la sœur de Julia Turner, et May Sinclair étaient membres du WSPU qui préconisait un certain recours à la violence pour appuyer ses revendications politiques, tandis que le WFL choisit de faire pression sur le gouvernement de façon non-violente mais en appuyant ses revendications sur le refus de payer les impôts tant que les femmes ne seraient pas représentées sur le plan politique. Murray écrit un rapport où elle dénonce l'attitude violente de la police au cours de la manifestation du 18 novembre 1910, avec le journaliste Henry Noel Brailsford (en). Ce rapport, visé par le Conciliation Committee for Women Suffrage, est ensuite adressé au gouvernement pour demander l'ouverture d'une enquête publique, que Winston Churchill, alors secrétaire d'État à l'Intérieur refuse.
Jessie Murray est également membre de la Women's Tax Resistance League à qui elle fait un don de 10 shillings et six pence en 1913. Une réunion qui rassemble un certain nombre de personnalités du mouvement, Margaret Kineton Parkes, Clemence Housman, ainsi que des proches de Murray, notamment Constance Long et Kate Haslam, se tient à son domicile en mai 1910. Son refus de payer ses impôts lui vaut d'être saisie : son buffet et 12 chaises sont mises en vente à la salle des ventes d'Oxford Street, en présence de nombreuses féministes, notamment Emmeline Pankhurst. Jessie Murray confirme publiquement qu'elle refuse de payer ses impôts tant que le droit de vote est dénié aux femmes et son mobilier est vendu pour 4 livres et 12 shillings. L'engagement et le militantisme féministes de Murray lui permettent de nouer des relations qui s'avèrent précieuses lorsqu'elle décide de fonder la clinique médico-psychologique. C'est le cas notamment de son lien avec l'écrivaine May Sinclair qui apporte une assistance à la fois financière et institutionnelle au projet. 

## Activités scientifiques
Outre son engagement militant de féministe, Jessie Murray est membre active de nombreuses sociétés savantes et professionnelles, et se trouve insérée de fait dans un important réseau social, scientifique et professionnel, avec des dominantes médicale et psychologique. Elle appartient à la British Medical Association, l'Association of Registered Medical Women, la Psycho-Medical Society, la Medico-Psychological Association, la Royal Society of Medicine. 
Elle rejoint également la British Society for the Study of Sex Psychology (BSSSP) l'année de sa création, en 1914, dans laquelle militent Barbara Low, militante de la société fabienne, Ernest Jones, Margaret Lowenfeld (en) et un certain nombre de femmes médecins, notamment Constance Long, Mary Bell, Ethilda Budgett Meakin Herford et y présente une contribution intitulée « The Evolution of the Instincts » en janvier 1915, lors de la première réunion trimestrielle de la Société, qui se tient chez elle.
Elle devient membre associée de la Society for Psychical Research (SPR) en juillet 1914. Le journal de la Société consacre un article de six pages à la Medico-Psychological Clinic en décembre 1914, relevant que six membres de la SPR appartiennent à la clinique, et indiquant qu'ils lui adressent des patients.
Elle participe aux réunions organisées par la British Psychological Society à partir de 1908, mais s'investit surtout à partir de 1911 et elle est acceptée comme membre en mars 1915. Elle présente une contribution intitulée « The Involuntary Nervous System and the Involuntary Expression of Emotions » en mai 1915. Elle participe notamment à la section médicale fondée en 1919 en tant que membre de son comité. 
Elle a peu écrit, mais est l'auteure de la préface de la première édition du livre de Marie Stopes, Married Love. Elles se sont rencontrées en septembre 1915, à une journée d'études de la British Association for the Advancement of Science à Manchester, où chacune présentait une contribution. Murray propose à Stopes un séminaire à la Medico-Psychological Clinic, offre que celle-ci décline, mais elles se retrouvent lors d'une réunion de femmes médecins dont Murray a l'initiative, qui se tient chez Ethel Vaughan-Sawyer. Stopes fait une intervention sur le désir sexuel chez la femme, dont certains éléments sont repris dans son ouvrage. Marie Stopes a auparavant sollicité plusieurs personnes pour la rédaction de la préface, Murray a finalement été choisie, peut-être parce qu'elle était médecin. Murray rédige la préface en décembre 1917 et l'ouvrage de Stopes paraît en 1918.

## La Medico-Psychological Clinic (1912-1922)
Elle fonde en 1913, avec Julia Turner et avec l'appui de personnalités, notamment l'écrivaine May Sinclair, la Medico-Psychological Clinic, aussi connue sous le nom de Brunswick Square Clinic. Elle la dirige jusqu'à sa mort en 1920. Une réunion préliminaire se tient chez elle, en présence de plusieurs médecins ou psychologues, notamment, Charles Spearman, professeur de psychologie au University College de Londres, Hector Munro qui représentait la Medico-Psychological Society et assigne trois objectifs à la future clinique : fournir un cadre dans lequel la psychothérapie était proposée, offrir une possibilité de traitements au public le moins fortuné, et enfin, fournir des études et des enquêtes, Constance Long, médecin jungienne qui décrit les différents traitements psychothérapeutiques qui seront proposés dans ce cadre. Un compte rendu est publié dans le Journal of the Society for Psychological Research. La clinique propose des soins, sous la forme de psychothérapies. La volonté d'offrir des thérapies à un coût modique assure le succès de la clinique dès l'origine, mais la fragilise sur le plan financier et elle est endettée dès ses débuts.
En juillet 1915, Murray crée la Society for the Study of Orthopsychics qui propose une formation en trois ans à la psychanalyse, et comprend une analyse personnelle du candidat, bien que Murray et Julia Turner n'aient pas d'expérience personnelle de l'analyse. Un certain nombre de psychanalystes de la Société britannique de psychanalyse font leur première formation dans cette clinique, notamment James Glover, qui en est le co-directeur durant quelque temps, Ella Freeman Sharpe qui devient son assistante, Susan Isaacs, Sylvia Payne, Nina Searl.

## Fin de vie
Jessie Murray soutient en avril 1919 sa thèse à l'université de Durham, obtenant ainsi le titre de MD. Atteinte d'un cancer de l'ovaire, elle règle ses affaires le 17 juillet 1919 en désignant Julia Turner comme sa légataire universelle, puis la nomme exécutrice testamentaire en septembre 1920. Elle se retire à Twickenham, chez les Turner. C'est Rosa Turner, sœur de Julia et elle-même médecin, qui établit le certificat de décès, le 25 septembre 1920. Sa mort fragilise davantage encore les activités de la clinique, dont elle était l'âme. La clinique est en butte à des difficultés financières endémiques du fait de son modèle économique et de son choix de pratiquer des tarifs accessibles aux plus démunis.
James Glover devient co-directeur avec Julia Turner. Il participe au VIe Congrès de l'Association psychanalytique internationale à La Haye, où il fait la connaissance de Karl Abraham. Celui-ci lui propose de faire une analyse à Berlin avec lui. À son retour en 1921, James Glover souhaite donner une orientation exclusivement psychanalytique aux traitements proposés à la clinique. Il est soutenu en cela par Ernest Jones, qui veut établir une clinique selon le modèle de l'Institut psychanalytique de Berlin et la polyclinique, et se trouve en conflit avec Julia Turner qui veut préserver l'éclectisme des propositions thérapeutiques établi. Il semble aussi qu'Ernest Jones se soit méfié de l'orientation jungienne de Julia Turner, au moment où il rétablissait, au sein de la Société britannique de psychanalyse, une orientation freudienne orthodoxe. Enfin autre hypothèse, il est possible que la fin de la Première Guerre mondiale ait été suivie par un changement des mentalités, nettement moins favorable au féminisme.
Le conflit gagne la clinique et la Society for the Study of Orthopsychics et provoque le départ de Julia Turner. La clinique, très endettée, ne résiste pas et ferme définitivement en 1923. Julia Turner est préservée d'une faillite personnelle par les avocats de sa famille et la vente des baux de Brunswick Square résorbe les dettes. Une nouvelle clinique, d'obédience psychanalytique, la London Clinic of Psycho-Analysis, qui appartient à la Société britannique de psychanalyse, ouvre en 1924.